# Áp thấp AL102017
Áp thấp AL102017 (tên định danh: Potential Tropical Cyclone Ten) là một nhiễu động không được phân loại là xoáy thuận nhiệt đới hoặc cận nhiệt đới, là nhiễu động thứ 10 được định danh và phát tin dự báo. Ban đầu, nó là một nhiễu động nhiệt đới, được cho là có khả năng rất cao trở thành xoáy thuận nhiệt đới đồng thời gây ra mối đe dọa đối với các khu vực đông dân cư. Mặc dù yếu và không trở thành xoáy thuận nhiệt đới, nhưng nó đã gây ra lũ lụt và gió mạnh đến các khu vực của Đông Nam Hoa Kỳ và các bang Trung-Đại Tây Dương, đặc biệt là Florida và North Carolina, trước khi tiếp tục ảnh hưởng đến các khu vực của Đông Canada. Bắt đầu từ năm 2017, Trung tâm Bão Quốc gia Hoa Kỳ (NHC) đã quyết định đưa ra các khuyến cáo và do đó cho phép đưa ra cảnh báo "Tropical Storm/Hurricane Watch" và Tropical Storm/Hurricane Warning" về các nhiễu động chưa phải là xoáy thuận nhiệt đới nhưng có khả năng cao trở thành xoáy thuận nhiệt đới trong vòng 48 giờ. Những hệ thống như vậy được gọi là "potential tropical cyclone" (nghĩa đen: tiềm năng xoáy thuận nhiệt đới).

## Lịch sử khí tượng
NHC bắt đầu theo dõi một đợt sóng nhiệt đới vừa xuất hiện ngoài khơi phía tây châu Phi vào ngày 13 tháng 8, dự kiến sẽ hợp nhất với một vùng áp thấp phía tây nam Cape Verde trong vòng vài ngày tới. Thay vào đó, hai hệ thống vẫn tách biệt, vùng áp thấp này trở thành Tiềm năng xoáy thuận nhiệt đới 10L vào ngày 27 tháng 8, ở phía đông bắc của Florida, và vùng áp thấo khác cuối cùng trở thành Bão Harvey. NHC cho rằng vùng nhiễu động này có 90% khả năng mạnh lên thành bão trong vòng 48 giờ tới và đặt số hiệu "10L". Vì vậy, cảnh báo bão nhiệt đới đã được ban hành ở South Carolinas và North Carolina bắt đầu từ ngày 27 tháng 8. Một máy bay trinh sát quan sát và chỉ ra rằng đây là cơn bão nhiệt đới, nhưng nó lại thiếu hoàn lưu được xác định rõ ràng. Sau khi đạt được sức gió duy trì trong 1 phút với vận tốc 45 mph (75 km/h), hệ thống sau đó bắt đầu trải qua quá trình chuyển đổi sang xoáy thuận ngoài nhiệt đới. Do đó, NHC đã phát bản tin cảnh báo cuối cùng về Tiềm năng xoáy thuận nhiệt đới 10L vào lúc 21:00 UTC vào ngày 29 tháng 8, tuyên bố hệ thống là một áp thấp ngoài nhiệt đới. Tuy nhiên, sau khi chuyển đổi thành áp thấp ngoài nhiệt đới, nó lại nhanh chóng mạnh lên, đạt đỉnh với sức gió duy trì tối đa là 80 mph (130 km/h), và sáp nhập với xoáy thuận ngoài nhiệt đới khác, đi sang mùa bão ở châu Âu 2017-18 và được Đại học Tự do Berlin đặt tên là "Perryman" (không chính thức), vào ngày 4 tháng 9.

## Thiệt hại
Mặc dù đây là cơn xoáy thuận yếu, nhưng 10L đã gây ra gió mạnh, mưa lớn tại các bang Florida, North Carolina, South Carolina, New England (Hoa Kỳ) và bang New Brunswick. (Canada). Ít nhất 2 người chết đã được báo cáo và tổng thiệt hại khoảng trên 1,9 triệu USD.